# Bandicota bengalensis
La rata bandicota menor, la rata del arroz Sind o la rata topo de la India (Bandicota bengalensis) es una rata gigante del sur de Asia, no relacionada con las verdaderas bandicotas que son marsupiales. Pueden tener una longitud de hasta 40 cm (incluida la cola), se consideran una plaga en los cultivos de cereales y jardines de la India y Sri Lanka, y emiten gruñidos parecidos a los de los cerdos cuando atacan. El nombre bandicota se deriva de la palabra pandikokku en idioma telugu, que se traduce libremente a "rata-cerdo". Al igual que las ratas más conocidas del género Rattus, las ratas bandicotas son miembros de la familia Muridae. Su pelaje es oscuro o (rara vez) marrón pálido dorsalmente, ocasionalmente negruzco, y de color gris claro a oscuro ventralmente. La longitud cabeza-cuerpo es de alrededor de 250 mm, y la cola uniformemente oscura es más corta que la longitud cabeza-cuerpo.

## Descripción
La bandicota menor y otras dos especies son nocturnas o más activas en el crepúsculo. Construyen madrigueras para anidar y criar sus camadas. El número de crías de bandicota puede variar de dos a 18. Su dieta básica es granos, frutas e invertebrados. Son propensos a destruir cultivos sembrados en los campos. De las tres especies, la bandicota menor es una cavadora agresiva de madrigueras y se ha informado que hace túneles en bodegas de concreto. Estos son uno de varios animales llamados chuchundra en el idioma nepalí. En Sri Lanka, la rata bandicota se conoce como heen uru-meeya හීන් ඌරු මීයා en idioma cingalés, cuyo significado se traduce directamente en "rata cerdo menor".

## Hábitat
También se sabe que estas ratas habitan en las casas de las aldeas y son particularmente agresivas cuando se las amenaza. Los controles se realizan por medios mecánicos (trampa para ratones, etc.), rodenticidas y control biológico (mediante la introducción de enfermedades de roedores, etc.)

## Reproducción
La hembra puede tener hasta 10 camadas. Hay de 10 a 12 recién nacidos por camada; nacen ciegos y sin pelaje. Alcanzan la madurez sexual alrededor de 60 días después del nacimiento. La vida útil de los adultos es de aproximadamente 8 a 9 meses.

## Ecología
Comúnmente, vive en planicies y jardines cultivados y es una de las plagas más destructivas para los cultivos. Excava madrigueras con la característica pila de tierra alrededor de la entrada, de ahí su nombre. El sistema de madrigueras es extenso y elaborado, y consta de numerosas cámaras (para dormir, almacenamiento, etc.), galerías y salidas o "agujeros de perno", que están cubiertos de tierra suelta, lo que facilita el escape durante las emergencias. Las cámaras de almacenamiento están llenas de grandes cantidades de grano, especialmente durante el tiempo de cosecha. Por lo general, se encuentra una sola rata topo hembra en una madriguera, excepto cuando está con cría. Tiene la costumbre de erizar sus largos pelos de protección esparcidos por el dorso y emitir gruñidos ásperos cuando se les molesta.

## Como un Vector
Es portador de y transmite muchas enfermedades como:
- Peste
- Tifus murino
- Leptospirosis
- Salmonelosis
- Sodoku

## Susceptibilidad a las drogas
La warfarina es un anticoagulante de primera generación que se basa en múltiples eventos de alimentación para lograr la letalidad en roedores susceptibles. La mayoría de las ratas bandicotas menores son altamente susceptibles a la warfarina, donde, según un experimento, una hembra ha sobrevivido a una dosis alta de ingrediente activo (79.1 mg kg-1).
Se ha informado que el triptolide causa esterilidad en ratas y ratones machos. El tratamiento con triptolide afectó la histomorfología del útero de estas ratas al causar una disminución de la altura de la luz y de las células columnares y del número de glándulas uterinas y ovarios al aumentar el número de folículos atréticos y disminuir el número de folículos en desarrollo.
Las ratas bandicotas menores parecen ser adversas al escilirósido en todas las concentraciones en los cebos alimenticios. La mortalidad máxima alcanzada en la alimentación de libre elección con escilirósido es del 90% entre los individuos.

## Otras Lecturas
- Wikisource en inglés contiene el artículo de la Encyclopædia Britannica de 1911 sobre Bandicoot-Rat.
- El templo sagrado de las ratas en Rajasthan de Willy Puchner